# Rosa Neide
Rosa Neide Sandes de Almeida (Amargosa, 8 de agosto de 1963) é uma professora e política brasileira, filiada ao Partido dos Trabalhadores (PT).

## Biografia

### Primeiros anos e formação acadêmica
Rosa nasceu em Amargosa, município localizado no interior do estado da Bahia.
Mudou-se para Cuiabá, capital do estado do Mato Grosso, para cursar pedagogia na Universidade Federal de Mato Grosso (UFMT), onde formou-se no ano de 1986. Em 2000, obteve seu mestrado, ainda na UFMT, ao defender a dissertação Gestão compartilhada da educação: limites e possibilidades. Experiência no município de Diamantino - MT: 1995-1997.
Desde 1986, é filiada ao Partido dos Trabalhadores (PT).

### Carreira
Entre os anos de 1997 e 2000, foi Secretária Municipal de Educação da cidade de Diamantino na gestão de João Batista de Almeida Filho.
No ano de 2000, candidatou-se ao cargo de vereadora de Diamantino, sendo eleita pela primeira vez um cargo eletivo.
Durante o governo Silval Barbosa (PMDB), exerceu por duas vezes o carpo de Secretária de Estado de educação, a primeira no período de 2010 a 2011 e a segunda de 2013 a 2014.
No ano de 2018, foi eleita pelo Partido dos Trabalhadores (PT), deputada federal para representar o Mato Grosso. Nas eleições de 2022, disputou a reeleição e foi a candidata a deputada federal mais votada de Mato Grosso, recebendo 124 mil votos, mas a federação – Federação Brasil da Esperança (FE Brasil) –a qual pertence, não alcançou o quociente necessário para assegurar a vaga.
No dia 21 de Março de 2023, foi eleita pelo Conselho de Administração da Companhia Nacional de Abastecimento (Conab) para ocupar o cargo de Diretora Administrativa, Financeira e de Fiscalização (Diafi) da empresa pública. 

### Desempenho eleitoral
| Ano  | Cargo                             | Votos   | Resultado  | Ref.   |
| ---- | --------------------------------- | ------- | ---------- | ------ |
| 2000 | Vereadora de Diamantino           |         | Eleita     | [ 10 ] |
| 2018 | Deputada federal pelo Mato Grosso | 51.015  | Eleita     | [ 18 ] |
| 2022 | Deputado federal pelo Mato Grosso | 124.671 | Não eleita | [ 19 ] |